# Abebaia
Abebaia fasciculata là loài thực vật có hoa thuộc họ Hồng xiêm. Loài này có nguồn gốc từ Malesia (Borneo, Sulawesi, và Quần đảo Sunda Nhỏ, Maluku, và Philippines) và New Guinea. Đây là loài duy nhất thuộc chi Abebaia.